# Angélique et Médor
Pour les articles homonymes, voir Angélique et Médor.
Angélique et Médor est un tableau du peintre français François Boucher, réalisé en 1763 et  conservé depuis 1982 au Metropolitan Art Museum de New York.

## Histoire
L'œuvre, avec Jupiter et Callisto, qui peut être considéré comme son « pendant », a été exposée au Salon de Paris en 1765,. Lorsque les deux tableaux ont été vendus en 1789, l'œuvre a été citée comme Bacchus et Ariane, tandis que lorsque le tableau ovale a été vendu en 1851, il a été nommé Vénus et Adonis. Après plusieurs changements de propriétaire, l'œuvre entre en 1982, à la suite du legs de la The Jack and Belle Linsky Collection dans les collections du musée de New York.

## Thème
Le sujet de cette œuvre est tiré d'un épisode célèbre de l'Orlando furioso (Roland furieux) de L'Arioste. Les protagonistes sont Angélique, la fille du souverain de Cathay (c'est-à-dire la Chine) et Médor (ou Medoro), un soldat maure : dans le poème de l'Arioste, Angélique fuit constamment divers chevaliers amoureux d'elle, dont le paladin Orlando, et un jour, elle tombe sur Médor, un jeune fantassin de l'armée maure blessé en tentant de récupérer le corps de son roi Dardinello. La princesse tombe amoureuse de lui, Médor s'éprend d'elle, et avant de partir, tous deux graveront leurs noms sur les arbres pour sceller leur amour.

## Description
Les deux amoureux sont plongés dans un paysage naturel et sont entourés de putti. Médor, cependant, n'est pas représenté en train de graver les noms sur l'écorce de l'arbre (comme c'est le cas dans d'autres tableaux sur le même thème artistique, comme celui de Toussaint Dubreuil), mais alors qu'il cueille une guirlande de roses : c'est un geste qui à l'époque faisait allusion à la défloration, en l'occurrence celle d'Angélique,.
Boucher a peint ce tableau inspiré d'un opéra basé sur le poème chevaleresque : le Rolando, sur un livret de Philippe Quinault et une musique de Jean-Baptiste Lully. Denis Diderot a porté un jugement féroce contre ce tableau, accusant l'artiste d'avoir choisi ce thème uniquement pour avoir un prétexte de représenter un nu féminin (quoique de dos),.